# 프랑스 대대
프랑스 대대(프랑스어: Bataillon français de l'ONU ,BF-I'ONU, 영어: French Battalion of the UNO ,BF-UNO, French Battalion)는 6·25 전쟁 당시 프랑스가 유엔의 결정에 따라 대한민국을 지원하기 위해 유엔군에 소속되어 파병한 1개 대대 규모의 파병부대이다.
주로 미국 제2보병사단 제23연대에 배속되어 전투를 치렀고, 후일 1개 중대는 한국인 카투사들로 편성했다. 이외에 프랑스는 구축함 1척을 파견하였다.

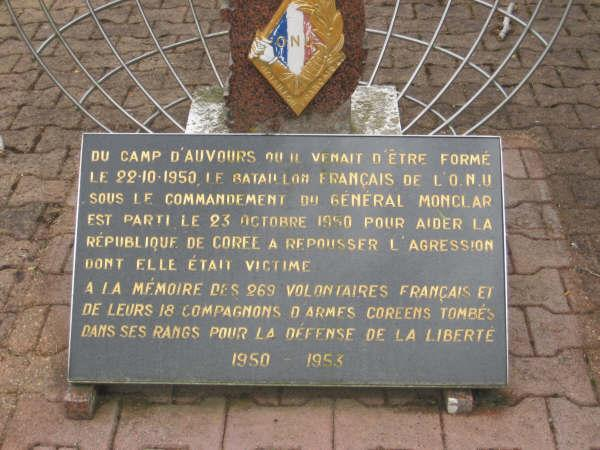
프랑스 대대를 기념하기 위한 배지와 명패, 당시 라울 마그랭베르느레의 지휘를 받아 출발했다고 적혀있다.

## 경위
프랑스는 7월 22일 동부 함대 소속 구축함 1척(La Grandiere)를 먼저 파견하였다. 이 함정은 7월 29일 한국 해역에 도착했고, 미국 제7함대에 배속되었다.
8월 25일, 프랑스 정부는 구축함 외에 지상군의 파견도 결정하여 1개 대대 규모의 지상군을 파견하기로 하고, 현역병과 예비역 중에서 지원자를 모집했다. 편성은 9월 18일에 끝났고, 3개 소총 중대와 본부 중대, 지원 중대로 구성되었다. 파병 1진의 소총중대는 1중대가 주로 해병대 출신으로, 2 중대는 파리 경비대 출신, 3중대가 공수부대와 외인부대 출신 예비역 지원자들로 구성되어 각기 다른 특성을 보여주었다. 총 병력 수는 약 400명이었다.
프랑스 대대는 10월 25일 프랑스 본토의 마르세유에서 출항하여 11월 29일 부산에 도착했다. 약 2주간에 걸쳐 현지 적응 훈련을 마친 프랑스 대대는 미국 제2보병사단 예하 23연대에 배속되어 전투에 참가하게 된다.

## 활동
미 2사단에 배속된 프랑스 대대는 1951년 1월 1일, 북한 5군단의 신정공세 저지를 위해 강원도 횡성 북쪽 전투에 참가한 것을 시작으로 실전에 투입되었다. 이후 프랑스 대대는 주로 중부 전선에서 고지전에 투입되어 격전을 치렀으며, 특히 지평리 전투가 유명하다. 이 전투는 2월 11일 지평리에 고립된 미 2사단 23연대와 프랑스 대대가 3일간 계속된 중국군의 포위 공격을 저지하고 지평리를 사수하여, 중국군의 의도를 분쇄한 전투였다.

### 지평리 전투
지평리 전투 후 프랑스 대대는 부대를 재정비하고, 홍천 북쪽 자은리에서 홍천-인제 간 도로 방어 임무에 투입되었다. 5월 17일 이른바 부채살 계곡에서 중국군의 5월 춘계 공세를 저지하려다 퇴로가 차단되어 적중에 고립되었다. 대대는 미 23연대와 함께 중공군의 차단선을 돌파하고 5월 21일 한계리 남동쪽 643고지 부근으로 철수하였다. 후방으로 물러나 재정비와 휴식을 취한 프랑스 대대는 단장의 능선 전투에 투입되었다. 미 23연대가 공격에 실패하고 물러난 탓에 프랑스 대대가 투입된 것이다. 그러나, 프랑스 대대도 9월 15일과 26일 공격에서 100여 명의 사상자를 내고 능선 점령에 실패했다. 부대를 재정비한 프랑스 대대는 10월 6일 931고지, 10월 13일 851고지를 점령하는 데 성공했고, 단장의 능선 전투는 종료했다.

### 단장의 능선 전투
1952년 7월에는 경기도 철원 서쪽 제임스타운 전선에서 중국군과 전초 진지 쟁탈전을 벌였고, 10월 3일 지형이 화살촉과 유사하다 하여 화살머리 고지라 붙여진 고지의 주저항선에 배치되어 중국군과 사투를 벌이게 된다. 10월 6일 저녁, 중국군이 공격을 개시하자 대대도 가능한 모든 화력 지원을 받으며 중국군의 파상공격을 저지하였다. 이후 중국군은 7일 새벽과 8일 저녁에 총공격을 개시하였으나, 결국 모두 격퇴되었다.

### 중가산 전투
1953년에는 주로 서부 전선에서 정찰 활동 위주로 배치되었으나, 6월 20일 평강 남쪽의 중가산 일대에 배치되어 478고지에 디크(Dick) 전초를 설치하면서 마지막 전투를 벌이게 된다. 중국군이 7월 8일부터 디크 전초를 수중에 넣기 위하여 수 차에 걸쳐 공격을 가해왔던 것이다. 그러나 프랑스 대대는 7월 27일 휴전협정이 조인될 때까지 이 고지를 지켜냈고, 이 중가산 전투는 프랑스 대대의 마지막 전투로 기록되었다.

## 기록

### 개요
- 참전일: 7월 29일 (구축함), 11월 29일 (지상군 부산 도착일)
- 연인원: 약 3,400여 명
- 인명피해: 전사 262명, 부상 1,008명
- 철수: 1953년 11월 6일, 1965년 6월 (소규모 잔류 병력)

### 참가한 전투
- 제1·2차 원주 전투 (1951년)
- 지평리 전투 (1951년)
- 단장의 능선 전투 (1951년)
- 화살머리 고지 전투 (1952년)
- 중가산 전투 (1953년)

## 같이 보기
- 프랑스 한국전 참전 기념비